# Pythonaster atlantidis
Pythonaster atlantidis is een zeester uit de familie Myxasteridae.
De wetenschappelijke naam van de soort werd in 1948 gepubliceerd door Austin Hobart Clark.